# Haploembia solieri

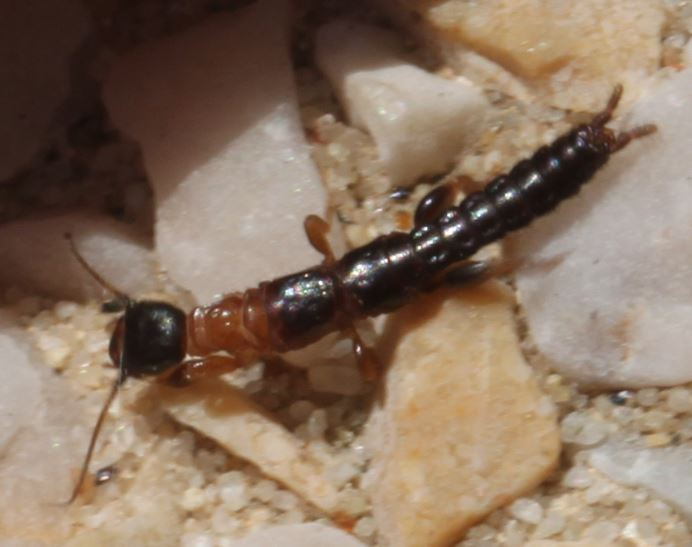
Ein Weibchen von Haploembia cf. solieri

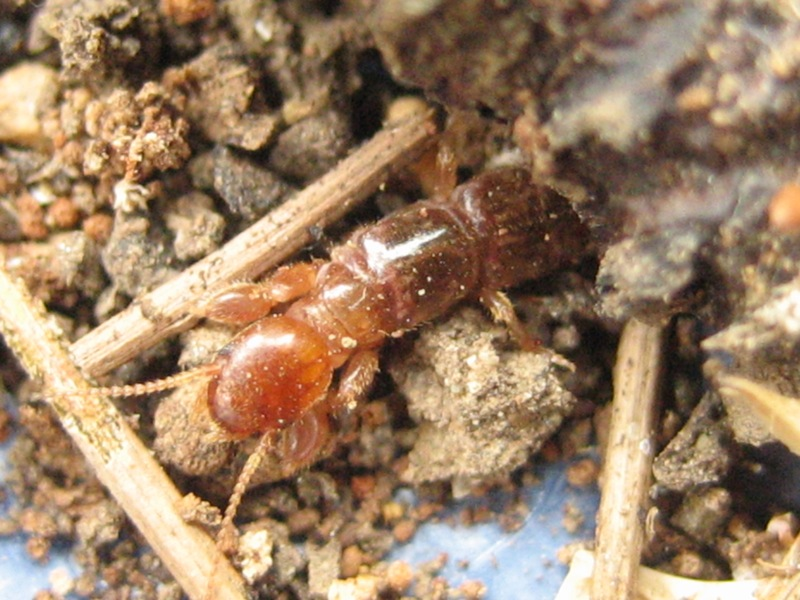
Dorsalansicht von Haploembia solieri

Haploembia solieri ist eine in Südeuropa und Westasien beheimatete Art der Tarsenspinner. Sie wurde nach Nordamerika und Japan eingeschleppt und gilt hier als invasive Art.

## Merkmale
Adulte Exemplare können Körperlängen von 10–12 mm erreichen, häufig werden aber auch Larvenstadien gefunden, die zwischen 4 und 10 mm lang werden. Auf der Oberfläche befindet sich eine hummerartige Fleckung, die auf dem Kopf manchmal an ein Flammenmuster erinnert. Die Art ähnelt Embia ramburi, ist aber meist heller gefärbt. Auf der Unterseite des ersten Hinterfußgliedes befinden sich zwei Warzen, während sich bei der Gattung Embia nur eine befindet. Dieses Merkmal ist jedoch nur bei starker Vergrößerung sichtbar. Da die Tiere häufig neotenisch sind, ist eine Bestimmung der Geschlechter sehr schwierig. Eine ähnliche Art ist Haploembia palaui, die etwas größer und dunkler gefärbt ist.

## Verbreitung
Das Verbreitungsgebiet der Art liegt in Südeuropa und Westasien, eingeschleppt wurde die Art auch nach Nordamerika, wo sie vor allem entlang der Westküste der Vereinigten Staaten vorkommt, und nach Japan. In Europa gibt es Nachweise von den Kanarischen Inseln, aus Südfrankreich, von Sizilien, aus Kroatien, Griechenland, der Krim und in Westasien aus der westlichen Türkei. In Asien kommt die Art noch weiter bis nach Zentralasien vor. Die Art findet sich häufig zusammen mit Embia ramburi.

## Lebensweise
Die Art kann sich sexuell und parthenogenetisch vermehren. In Japan und Kalifornien wurden lange Zeit nur asexuelle Formen gefunden, mittlerweile wurden in Kalifornien aber auch sexuelle Formen nachgewiesen. In Europa kommen beide Typen vor.

## Taxonomie
Die Art wurde 1842 von Jules Pierre Rambur unter dem Namen Embia solieri erstbeschrieben. Ein weiteres Synonym der Art lautet Haploembia tarsalis (Ross, 1940). Es wird aufgrund phylogenetischer Untersuchungen vermutet, dass es sich bei Haploembia solieri in Wahrheit um einen Artkomplex aus mindestens drei Arten handelt und die asexuellen und sexuellen Formen zu verschiedenen Arten gehören.